# Erik Wahlström

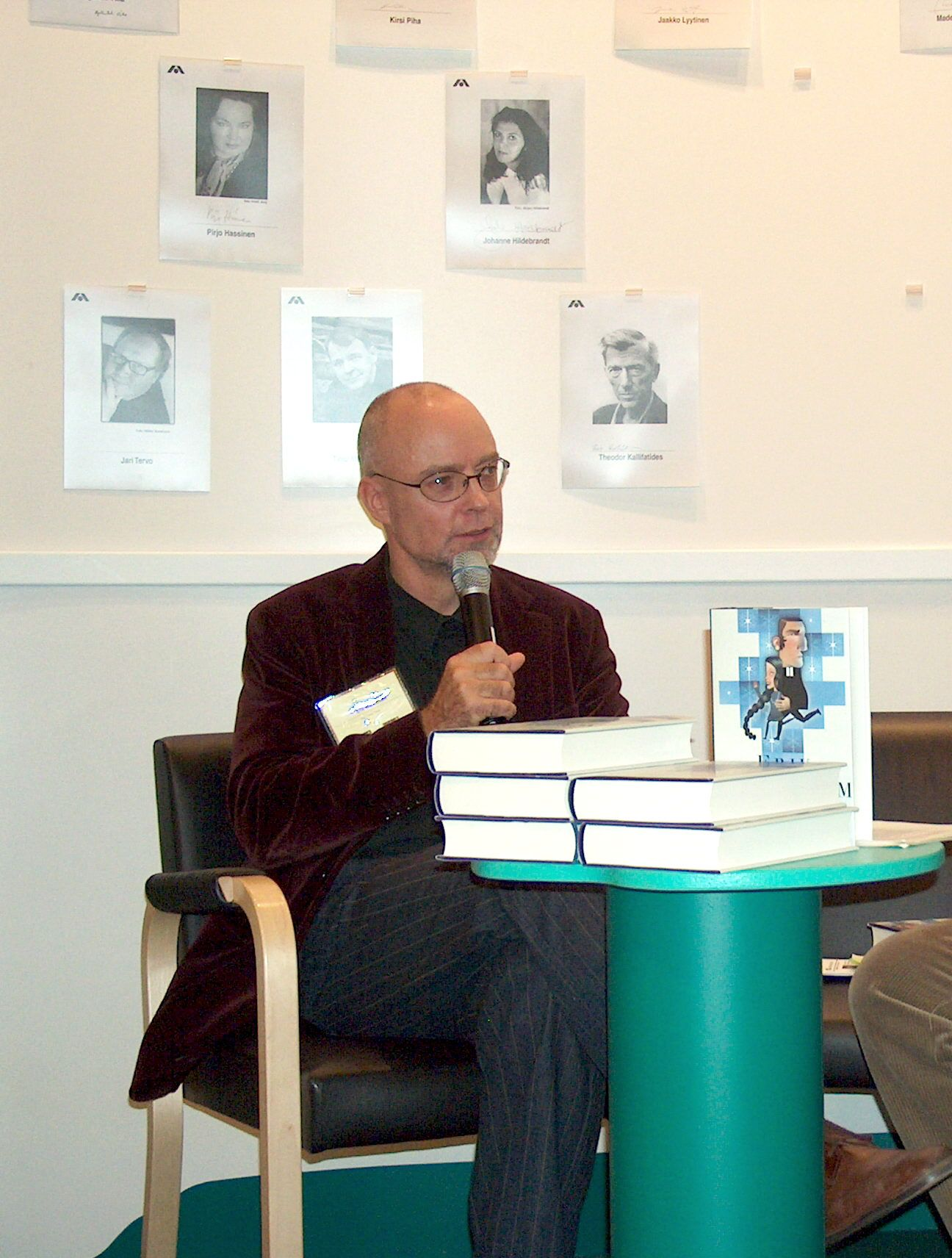
Erik Wahlström

Erik Rafael Wahlström, född 13 maj 1945 i Helsingfors, är en finlandssvensk journalist och författare.
Wahlström blev fil.kand. 1973. Han anställdes 1968 vid Hufvudstadsbladet, först som musikredaktör men han har sedermera verkat som kulturchef (1978-1983), allmän reporter (1984-1991) och chefredaktör (1997-2002) vid tidningen. Efter sitt chefredaktörskap har han varit vetenskapsredaktör vid samma tidning. 1991-1997 var han chefredaktör vid Finlands miljöcentral.
Wahlström första bok var Miljöhandboken (1989) och han har publicerat flera andra skrifter i miljöfrågor. Han skrev barnböckerna Gottfrid och Teodora (1993) och Jag - en pepparkaka (1995). Därefter skrev han för en vuxen publik med Den dansande prästen (2004), en roman om folkskolegrundaren Uno Cygnæus liv, som 2006 sattes upp som pjäs på Svenska Teatern. Hans burleska roman Gud (2006) tog fasta på det absurda i Gamla testamentet och framställde gud som en man av kött och blod som drevs av sina lustar. Romanen Flugtämjaren (2010) handlar om J.L. Runeberg och nominerades för Finlandiapriset i skönlitteratur.

## Priser och utmärkelser
- Publicistpriset 1989